# Xã hội học đô thị
Xã hội học đô thị là một nhánh của xã hội học chuyên biệt nghiên cứu về nguồn gốc bản chất và các quy luật chung cho sự phát triển và hoạt động của đô thị như một hệ thống các mối quan hệ xã hội đặc trưng cho một kiểu cư trú tập trung cao trên một lãnh thổ hạn chế. Cơ sở ra đời môn xã hội học đô thị vào những năm 20 của thế kỷ thứ 20 là những tư tưởng về đô thị của Max Weber (1864-1920) và Georg Simmel (1858-1918).

## Khái niệm đô thị
Dưới khía cạnh xã hội học, đô thị và nông thôn là hai khái niệm về mặt nội dung có hàng loạt đặc điểm có tính đối lập nhau. Các nhà xã hội học đã đưa ra rất nhiều cơ sở khác nhau để phân biệt đô thị và nông thôn. Sự phân chia đó có thể dựa trên cơ sở các lĩnh vực hoạt động sống của xã hội như lĩnh vực công nghiệp, nông nghiệp, thủ công nghiệp, thương nghiệp, giao thông, vận tải, dịch vụ,... hoặc dựa trên các thiết chế chủ yếu của xã hội như thiết chế kinh tế, văn hóa, giáo dục, chính trị, gia đình,... hoặc theo các nhóm, các giai cấp, tầng lớp xã hội, hay theo bình diện lãnh thổ.
Cũng có một số nhà lý luận xã hội học lại cho rằng, để phân biệt giữa đô thị và nông thôn theo sự khác biệt giữa chúng về các mặt kinh tế, xã hội và môi trường. Như về mặt kinh tế thì giữa đô thị và nông thôn có sự khác biệt về lao động, nghề nghiệp, mức độ và cách thu nhập về dịch vụ... Về mặt xã hội thì đó là sự khác biệt trong lối sống, giao tiếp, văn hóa, gia đình, mật độ dân số, nhà ở... Về mặt môi trường thì chủ yếu ở đây là môi trường tự nhiên, mức độ ô nhiễm...
Nhấn mạnh từ góc độ xã hội thì cả đô thị và nông thôn đều được coi là những hệ thống xã hội, những cộng đồng xã hội có những đặc trưng riêng biệt như những xã hội nhỏ và trong đó có đầy đủ các yếu tố, các vấn đề xã hội và các thiết chế xã hội. Vì vậy, trước hết đô thị và nông thôn cần được xem xét như một cơ cấu xã hội, trong đó có hàng loạt các yếu tố, các lĩnh vực nằm trong mối quan hệ chặt chẽ với nhau.
Để xác định đô thị và nông thôn dễ dàng được chấp nhận, là việc coi đô thị và nông thôn như các hệ hệ thống xã hội được phân biệt theo ba đặc trưng cơ bản sau:
1. Về các nhóm giai cấp, tầng lớp xã hội thì ở đô thị đặc trưng chủ yếu là giai cấp công nhân, ngoài ra còn có các tầng lớp giai cấp khác như tư sản, thợ thủ công, viên chức, trí thức... Còn đối với nông thôn thì đặc trưng chủ yếu ở đây là nông dân, ngoài ra ở từng xã hội còn có các giai cấp, tầng lớp như địa chủ, phú nông, nhóm thợ thủ công nghiệp, buôn bán nhỏ...
2. Về lĩnh vực sản xuất chủ yếu ở đô thị có đặc trưng là sản xuất công nghiệp; ngoài ra, còn có các lĩnh vực khác như dịch vụ, thương nghiệp, sản xuất tinh thần... Còn đối với nông thôn thì đặc trưng rõ nét nhất là sản xuất nông nghiệp; ngoài ra, còn phải kể đến cấu trúc phi nông nghiệp bao gồm: dịch vụ, buôn bán, tiểu thủ công nghiệp mà có vai trò rất lớn đối với lĩnh vực sản xuất nông nghiệp.
3. Về lối sống, văn hóa của từng loại cộng đồng, thì đối với nông thôn thường rất đặc trưng với lối sống văn hóa của cộng đồng làng xã mà được phân biệt rất rõ ràng với lối sống thị dân đặc trưng cho khu vực đô thị. Đặc trưng này có rất nhiều khía cạnh để chỉ ra sự khác biệt giữa đô thị và nông thôn: từ hệ thống dịch vụ, sự giao tiếp, đời sống tinh thần, phong tục, tập quán, hệ giá trị, chuẩn mực cho hành vi,... đến khía cạnh dân số, lối sống gia đình, sinh hoạt kinh tế,... ngay cả đến hệ thống đường sá, năng lượng, nhà ở đều nói lên đây là hai cộng đồng có các khía cạnh văn hóa, lối sống tách biệt nhau. Đây là đặc trưng cơ bản nhất về mặt xã hội học khi phân tích sự khác biệt giữa đô thị và nông thôn. Chính đặc trưng thứ ba đã tạo ra bản sắc riêng, diện mạo riêng cho hai hệ thống xã hội đô thị và nông thôn.

Quá trình đô thị hóa là xu hướng đô thị hóa gia tăng, khu vực nông thôn ngày càng thu hẹp, khu vực đô thị ngày càng mở rộng kéo theo sự tích tụ, tập trung dân cư, mật độ dân số cao, rất nhiều hiện tượng xã hội phức tạp khả năng kiểm soát của xã hội đối với mỗi hành vi của một cá nhân là khăng khít, vì quan hệ xã hội ở đô thị là quan hệ xã hội mang tính chất giao tiếp và đa dạng. Quá trình đô thị hóa làm thay đổi các nguy cơ xã hội, các tệ nạn xã hội. Cơ cấu xã hội ở đô thị là quan hệ mang giao tiếp và đa dạng, phức tạp và đan xen nhau. Đô thị có rất nhiều giai cấp và tầng lớp xã hội. Phân tầng xã hội, phân hóa giàu nghèo ở đô thị diễn ra rát mạnh mẽ. Ở đô thị có người giàu nhất mà cũng có người nghèo nhất. Lối sống đô thị là lối sống rất phức tạp, vừa có chung của những người ở đô thị, vừa có cái riêng của từng giai cấp xã hội. Lối sống đô thị bao giờ đi trước dẫn dắt lối sống ở nông thôn. Lối sống đô thị nhanh nhạy trong việc tiếp nhận các dòng văn hóa khác nhau.

## Lịch sử
Cuối thế kỷ 19 đến đầu thế kỷ 20, công nghiệp hoá và quá trình đô thị hoá mạnh mẽ đã làm nảy sinh vô số những vấn đề xã hội tiêu cực và phức tạp tại các đô thị và vì vậy đã thu hút sự chú ý của các nhà xã hội học của Phương Tây.
Tác phẩm "Đô thị" xuất bản năm 1905, Max Weber đã chứng minh rằng cơ cấu xã hội của đô thị tạo khả năng cho sự phát triển của cá nhân và là công cụ cho sự thay đổi của lịch sử và Weber đã xem xét đô thị như là một thiết chế xã hội. Trong công trình "Thành phố lớn và cuộc sống tinh thần" (Metropolis and mental life) xuất bản năm 1903, Georg Simmel đã chú ý vào mô hình tương tác ở đô thị với tính chất chức năng và phi biểu cảm của các mối quan hệ và sự tiếp xúc ở đô thị. Cũng như Weber, Simmel cho rằng cá nhân trong đời sống đô thị không có bản sắc riêng.
Những năm 20, châu Âu và Bắc Mỹ hình thành môn học Xã hội học về đời sống đô thị (sociology of urban life), hay xã hội học đô thị (urban sociology). Tại các nước phát triển (Anh, Pháp, Đức, Mỹ) có nhiều trường và viện nghiên cứu, khảo sát, công bố nhiều ấn bản về đề tài xã hội học đô thị.
Hội nghị đầu tiên của xã hội học đô thị được nhóm họp lần đầu tiên vào năm 1953 tại Đại học Columbia (Mỹ), với sự tham gia của nhiều nhà xã hội học trên thế giới. Đến năm 1956, một hội thảo khoa học được tổ chức tại Bangkok (Thái Lan) với chủ đề "Vấn đề phát triển đô thị, các nhân tố kinh tế xã hội có ảnh hưởng tới đời sống đô thị các nước châu Á" đã nói lên tầm quan trọng của xã hội học đô thị trong quá trình phát triển nhanh chóng của xã hội.
Ban đầu xã hội học đô thị nghiên cứu hết sức rộng, theo A. Boskoff: "Gia đình và hôn nhân, giáo dục trẻ em, tội phạm, đặc biệt là tội phạm trẻ em, sự di cư, vấn đề chủng tộc, người gia, sức khoẻ tâm lý, giai cấp xã hội, tôn giáo học vấn và các xu hướng trong các đời sống xã hội-đó là phạm vi các vấn đề xã hội học đô thị nghiên cứu". Các vấn đề nghiên cứu ở đây chiếm đa số các vấn đề xã hội. Điều này cho thấy khi xã hội phát triển càng cao thì nảy sinh càng nhiều vấn đề phức tạp hay nói xã hội học đô thị ra đời trong bối cảnh xã hội nông thôn đang thay đổi nhanh chóng, các kiểu quan hệ truyền thống bị thay đổi trong xã hội hiện đại. Các nhà xã hội học đô thị có gắng giải thích bản chất các sự vật hiện tượng, cố gắng đi sâu vào nghiên cứu cấu trúc, quá trình của xã hội đô thị qua đó lý giải bản chất của đô thị, cộng đồng đô thị, đời sống đô thị. Với sự phát triển của nghiên cứu thực nghiệm, đặc biệt với sự phát triển của xã hội học đô thị Mỹ, đối tượng nghiên cứu được khu biệt hóa cụ thể hơn, rõ hơn. Nên có rất nhiều định nghĩa về xã hội học đô thị, nhưng định nghĩa chung nhất "bao gồm việc khảo sát rộng rãi quá trình đô thị hóa, trong đó nêu rõ những ảnh hưởng, tác động qua lại của các quá trình này tới các tổ chức cá nhân và cộng đồng dân cư đô thị nói chung".
Xã hội học đô thị và các mô hình kinh tế ngày càng phục thuộc nhiều vào các mô hình xã hội của cuộc sống đô thị. Việc mở rộng, quy hoạch, xây dựng ảnh hưởng rất lớn đến cuộc sống của người dân đô thị trong các lĩnh vực lao động sản xuất, sinh hoạt – vui chơi, giải trí...của người dân. Xã hội học đô thị là một lĩnh vực nghiên cứu của xã hội học, nghiên cứu bản chất của cơ cấu và quá trình xã hội đô thị, qua đó lý giải bản chất của đô thị, cộng đồng đô thị và đời sống đô thị. Đây được xem là một chuyên ngành nhiều tuổi nhất của xã hội học.

## Nội dung nghiên cứu
Để hiểu rõ hơn xã hội học đô thị, cần phân biệt được nó với các ngành khoa học khác có cùng khách thể nghiên cứu là đô thị. Các ngành khoa học như kiến trúc, quy hoạch đô thị, xây dựng đô thị, sinh thái học đô thị... chủ yếu tập trung vào việc tạo ra không gian vật chất hình thể cho đô thị, bao gồm không gian kiến trúc quy hoạch, cảnh quan đô thị, cơ sở hạ tầng kỹ thuật phù hợp với điều kiện khí hậu sinh thái tự nhiên. Còn xã hội học đô thị chủ yếu hướng tới khía cạnh tổ chức xã hội, vào cộng đồng dân cư với các thiết chế, luật lệ điều hành, các đặc điểm kinh tế - xã hội của cộng đồng đó, sự thích ứng, hòa nhập vào môi trường vật chất, hình thể đô thị.
- Vị trí của đô thị trong xã hội, trong hệ thống cư trú. Quá trình phát triển đô thị trong các chế độ xã hội đã qua. Những nguyên nhân cơ bản ảnh hưởng tới sự phát triển của đô thị, quá trình đô thị hóa cũng như bản chất xã hội của quá trình đô thị hóa, đặc biệt nghiên cứu về đặc điểm cũng như các vấn đề đô thị hóa trong giai đoạn công nghiệp phát triển mạnh mẽ như ngày nay.
- Về cơ cấu xã hội cũng như các vấn đề nảy sinh và sự chuyển biến xã hội ở đô thị. Xem xét hàng loạt mối quan hệ tạo nên cơ cấu xã hội của đời sống đô thị như mối quan hệ giữa các lĩnh vực hoạt động cơ bản của đời sống xã hội ở đô thị (công nghiệp, tiểu thụ công nghiệp, dịch vụ,...) hoặc mối quan hệ giữa các giai cấp, các tầng lớp xã hội của đô thị (công nhân, tư sản, trí thức,...) hay mối quan hệ giữa khu vực dân cư trong thành phố (khu vực người da đen, người Việt Nam, người Trung Quốc,...).
- Về đặc điểm lối sống văn hóa và các vấn đề của cộng đồng dân cư ở đô thị cũng như môi trường đô thị. Các vấn đề, các hiện tượng xã hội nảy sinh trên cơ sở lối sống, giao tiếp của xã hội đô thị cũng như trong mối quan hệ giữa con người với tự nhiên, trong đời sống gia đình đô thị.
- Về quá trình quản lý đô thị, các yếu tố xã hội cũng như hậu quả của quá trình di dân, sự hoạt động của người dân thành phố. Sự phân loại các thành phố cũng như vai trò của các thành phố lớn trong hệ thống đô thị của xã hội.

## Đô thị Việt Nam
Đô thị Việt Nam hình thành cùng với sự phát triển của các trung tâm buôn bán, trên cơ sở các trung tâm hành chính, và trong quá trình phát triển công nghiệp dần mở rộng phạm vi. Một số đô thị của Việt Nam hình thành trên cơ sở công nghiệp hóa, hiện đại hóa, nơi nào có khu công nghiệp thì ở đó có các đô thị. Đô thị gắn với khu công nghiệp, gắn với việc làm và lao động, là trung tâm hành chính gắn với các viên chức nhà nước. Đô thị Việt Nam có nhiều ngành nghề trong đó dịch vụ phát triển, kết cấu dân cư rất phức tạp có xuất thân từ nhiều vùng miền, những người làm đủ các nghề nghiệp, mật độ dân cư cao, cơ sở hạ tầng phát triển. Bước vào thời kì Đổi Mới, quy hoạch bị phá vỡ, nhiều đất nông nghiệp trở thành nhà ở. 

### Di cư, nhập cư, tăng dân số cơ học
Tình trạng nhập cư vào khu vực ngày càng tăng nhanh kéo theo nhiều vấn đề phải giải quyết như chỗ làm – nhà ở - điều kiện đảm bảo cho đời sống – các tệ nạn xã hội do không quản lý được nhân khẩu. Quản lý hành chính còn nhiều bất cập do văn bản pháp lý chưa hoàn chỉnh, chính quyền cơ sở chưa quản lý được đến các hộ dân.

### Môi trường sống và môi trường xã hội
Môi trường xã hội phức tạp do quan hệ cá nhân đa dạng và phức tạp dẫn đến khả năng kiểm soát lẫn nhau thấp. Lối sống đô thị đa dạng và phức tạp. Điều dáng chú ý là có sự tha hóa về lối sống của một số lớp người. Ở khu vực đô thị người ta dễ kiếm được việc làm và có thu nhập hơn ở nông thôn.
Môi trường sống ở đô thị ngày nay đang bị ô nhiễm nghiêm trọng. Đó là kết quả của quá trình công nghiệp hóa, hiện đại hóa; mật độ dân cư thay đổi cheo chiều hướng tăng phát thải ô nhiễm, môi trường xuống cấp; các phương tiện sinh hoạt ngày càng thuận tiện cho con người. Đất cho cây trồng, sinh hoạt cộng đồng ngày càng thu hẹp.